# Chris Lennie, Baron Lennie

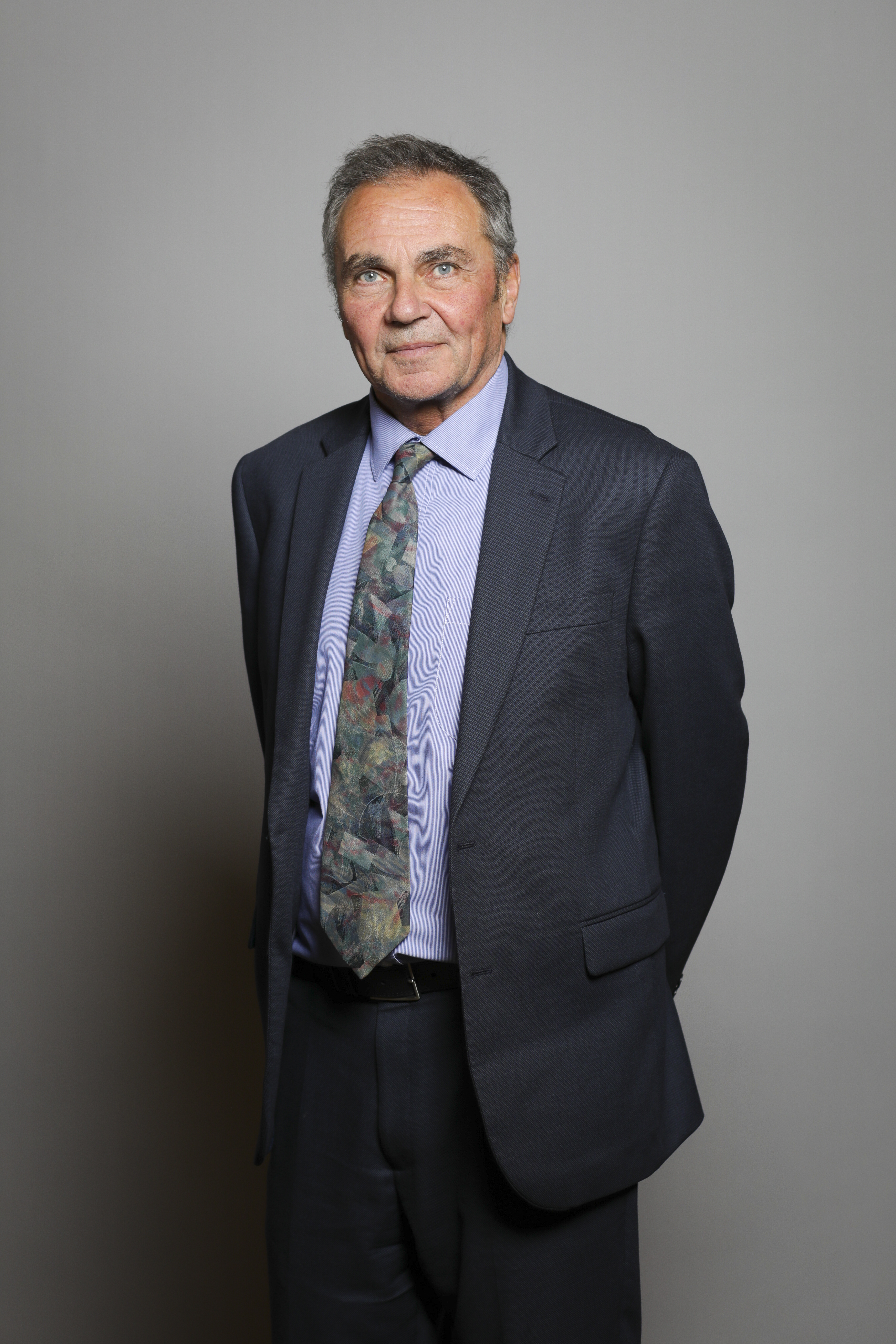
Chris Lennie, Baron Lennie

Christopher John Lennie, Baron Lennie (* 22. Februar 1953) ist ein britischer Politiker und Life Peer.

## Leben
Chris Lennie verbrachte den größten Teil seiner Kindheit in Kent, bis er nach Newcastle upon Tyne zog, um Geschichte und Englische Literatur zu studieren. Nach seinem Studienabschluss im Jahr 1976 arbeitete er in einer Behörde, bevor seine Karriere als Politiker begann.
Er war National Campaigns Manager für eine Gewerkschaft, bis er 1999 unter Premierminister Tony Blair berufen wurde, die neugeschaffene Northern Region of the Labour Party aufzubauen und zu managen. Er war ab 2001 stellvertretender Generalsekretär der Labour Party.
Er lebt mit seiner Partnerin Anne, mit der er zwei Kinder hat, vor allem im Haus seiner Familie im Nordosten Englands, unterbrochen durch kürzere Aufenthalte in Bristol, Glasgow und London.
Am 22. September 2014 wurde er als Baron Lennie, of Longsands Tynemouth in the County of Tyne and Wear, zum Life Peer ernannt.